# 슈코더르현

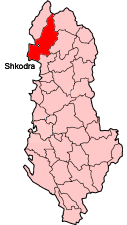
슈코더르 현의 위치

슈코더르현(알바니아어: Rrethi i Shkodrës)은 알바니아를 구성하는 36개 현 가운데 하나로, 현청 소재지는 슈코더르이며 면적은 1,631km2, 인구는 185,000명(2004년 기준)이다. 행정 구역상으로는 슈코더르 주에 속한다.